# Evelina (cantante)
Eveliina Tammenlaakso, conosciuta come Evelina (Turku, 27 maggio 1995), è una cantante finlandese.

## Biografia
Evelina ha ottenuto notorietà partecipando alla prima edizione della versione finlandese del talent show The Voice, andata in onda tra il 2011 e il 2012, dove non è riuscita a passare alla fase finale.
A inizio 2015 ha firmato un contratto discografico con la M-Eazy Music, parte del gruppo della Universal Music, sotto la quale ha pubblicato il suo singolo di debutto, Rakkaudesta lajiin, di scarso successo. Il suo primo vero e proprio tormentone, Honey (in collaborazione con il popolare rapper Mikael Gabriel), è uscito alla fine dello stesso anno e ha presto raggiunto la vetta della classifica finlandese, dando inizio a una serie di grandi successi commerciali, fra cui Sireenit e Sun vika, che hanno raggiunto il primo posto in classifica rispettivamente nel 2016 e nel 2018.
L'album di debutto di Evelina, 24K, è uscito il 28 ottobre 2016. Ha scalato la classifica finlandese fino a raggiungere il 2º posto a gennaio 2017. Ad aprile dello stesso anno è stato certificato doppio disco di platino per aver venduto oltre 40 000 copie.
Nel 2018 è stata premiata come miglior cantante femmina del 2017 agli Emma gaala e tra settembre e ottobre dello stesso anno ha partecipato alla nona edizione di Vain elämää, programma televisivo canoro, assieme a Pepe Willberg, Pyhimys, Tuure Kilpeläinen, Anne Mattila, Ellinoora e Lauri Ylönen. In particolare, il 12 ottobre 2018 è andata in onda la puntata dedicata alla cantante.
Il suo secondo album SOS è uscito a febbraio 2019 ed è stato certificato doppio disco di platino con oltre 40 000 copie vendute in Finlandia.

## Discografia

### Album in studio
- 2016 – 24K
- 2019 – SOS
- 2020 – III

### EP
- 2022 – 3½

### Singoli
- 2015 – Rakkaudesta lajiin (feat. Eevil Stöö)
- 2015 – Vuoristorataa
- 2015 – Honey (feat. Mikael Gabriel)
- 2016 – Sireenit
- 2016 – Sushi (feat. JVG)
- 2016 – Ei filtterii
- 2017 – Kylmii väreitä
- 2017 – Tornado
- 2017 – Katri Helena
- 2018 – Sun vika
- 2018 – Vielä kerrän
- 2018 – F-F-F-Falling
- 2018 – Leijonakuningas
- 2018 – Asfalttiviidakko
- 2018 – Klosetti
- 2018 – Eloon!
- 2018 – Aamu
- 2018 – Nostalgiaa
- 2019 – Miks
- 2020 – Hitaasti
- 2020 – Liian vähän, liian myöhään
- 2020 – Mä en haluu tietää
- 2020 – DNA
- 2021 – Me ei kuuluta toisillemme (feat. Ani)

#### Collaborazioni
- 2014 – Himalaja (Aste feat. Evelina)
- 2015 – Takajeejee (JVG feat. Evelina)
- 2015 – Kultakehykset (Robin feat. Evelina)
- 2016 – Kombo (Brädi feat. Evelina)
- 2016 – Kalenterist tilaa (JVG feat. Evelina)

## Riconoscimenti
- MTV Europe Music Awards 2016
  - Candidatura al Miglior artista finlandese

- Emma-gaala 2018
  - Cantante femmina dell'anno[7]

- MTV Europe Music Awards 2017
  - Candidatura al Miglior artista finlandese

- MTV Europe Music Awards 2018
  - Candidatura al Miglior artista finlandese